# يزيد جذمي
يزيد عبد الله جذمي لاعب كرة قدم سعودي، يلعب في خط الوسط في نادي كميت.

## مسيرة اللاعب
لعب في الفئات السنية في نادي الرائد ونادي الفيحاء وبعدها لعب مع نادي كميت.